# محطة قطار عتليت
محطة قطار عتليت (بالعبرية: תחנת הרכבת עתלית) هي محطة قطار للركاب تعمل على خطوط السكك الحديدية الإسرائيلية. تخدم المحطة بلدة عتليت وجزء من سهل الكرمل الساحلي الواقع في منطقة حيفا.

## تاريخ

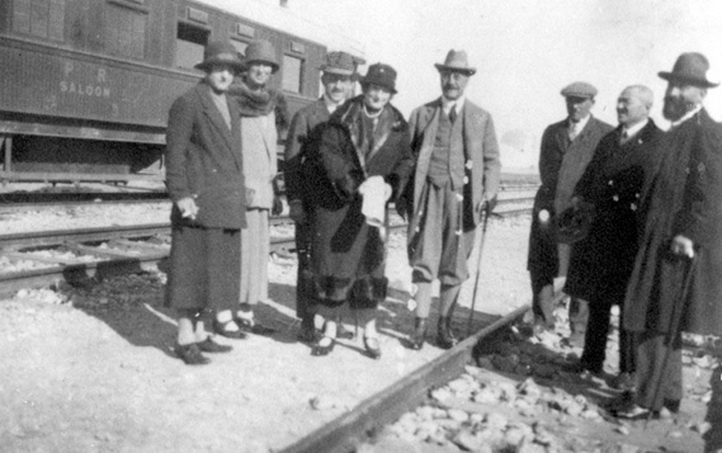
ألفريد موند في محطة قطار عتليت 1924

تقع المحطة على سكة الحديد الساحلية غرب عتليت. أقامها البريطانيون في عشرينيات القرن الماضي بجانب القرية الريفية (موشفاه) عتليت ومصنع الملح ومعسكر للجيش البريطاني.
في عام 1943 قدم إلى فلسطين أطفال طهران وهم يهود من بولندا أصبحوا لاجئين مع اندلاع الحرب العالمية الثانية فلجأوا إلى الاتحاد السوفيتي ومن هناك جمعتهم منظمات يهودية وأحضرتهم إلى طهران (ومن هنا جاءت تسميتهم). شق أطفال طهران طريقهم بالسفن إلى مصر ومن هناك ركبوا القطار إلى فلسطين. القطار الذي نقلهم توقف في رحوفوت والخضيرة للترحيب بهم. وعند وصولهم عتليت أقيم حفل استقبال في محطة القطار بمشاركة تلاميذ المدارس الذي حملوا الأعلام واللافتات ومع وصول القطار صفق المحتفلون وغنوا أغنية «هاتكفا». في النهاية وصل أطفال طهران إلى مخيم المهاجرين القريب.
في 5 يونيو 1947 في فترة نشاط حركة التمرد العبري فجر الإرغون محطة القطار في عتليت التي كان يستخدمها الجيش البريطاني أيضًا.
في 6 سبتمبر 1961 اصطدم قطار بمركبة خلال عبورها سكة الحديد عند اقترابه من المحطة مما أسفر عن مقتل خمسة من ركاب السيارة.
خلال حرب الأيام الستة نُقل إلى المحطة في عربات الشحن آلاف الأسرى المصريين في طريقهم إلى معتقل عتليت.

## تصميم
تمر من المحطة سكة حديد مزدوجة؛ سكة حديد غربية (ملاصقة لرصيف 2) للقطارات المتجهة شمالًا، وسكة حديد شرقية (ملاصقة لرصيف 1) للقطارات المتجهة جنوبًا. هناك سكة إضافية (ملاصقة لرصيف 3).
الرصيف 1 هو الرصيف الملاصقة لصالة الركاب. الرصيفين 2 و3 يتواجدا في منصة جزيرة يمكن الوصول إليهما بالممر العلوي أو السفلي. لا يمكن الدخول إلى المحطة أو الخروج منها غير ممكن إلا من خلال مبنى المحطة المجاور للرصيف 1.

## خطوط
يتوقف في المحطة مرة كل ساعة قطار على خط موديعين - تل أبيب - بنيامينا - حيفا - نهاريا.
كما أنها المحطة النهائية لخط عتليت - حيفا - بيت شان ويتوقف القطار مرة كل ساعة على هذا الخط أيضًا.